# Ludwig Carlsen
Ludwig Carlsen, eigentlich Karl Ludwig Jacob Schulz (* 21. August 1902 in Neuburg an der Donau; † 22. November 1993 in Berlin) war ein deutscher Aufnahmeleiter, Produktionsleiter, Regisseur, Drehbuchautor und Synchrondialogbuchautor. Er war der Sohn des Großindustriellen und Fabrikanten Fritz Schulz Jr. (Mitbegründer der Vereinigten Neuburger Kreidewerke und der Globus-Werke)

## Leben
Der Fabrikantensohn Karl Ludwig Jacob Schulz erhielt eine Ausbildung zum Tonfilmtechniker und Beleuchtungstechniker. Nach einem Studium der Betriebssoziologie an der Technischen Hochschule in Berlin stieß Schulz als Diplomingenieur zum Film bei der UFA und begann 1926 seine dortige Tätigkeit als Aufnahmeleiter. Anschließend erfolgten Tätigkeiten bei der UFA als Produktionsleiter und Regisseur. In dieser Zeit arbeitete er auch als Produktionsleiter für die DEFA.
Er war mit der Film- und Theaterschauspielerin und Synchronregisseurin Hella Graf verheiratet und lebte mit ihr seit Beginn der 1940er Jahre bis zu ihrem Tod  in ihrer Villa in Berlin-Schlachtensee.
Während des Zweiten Weltkrieges versteckte Schulz jüdische Mitbürger vor der Gestapo in seiner Villa in Berlin-Schlachtensee trotz der Gefahren, die ihm dadurch drohten. In dieser Zeit drehte er einige Kurzfilme, u. a. einen von Magda Goebbels in Auftrag gegebenen Geburtstagsfilm, der für ihren Mann und Propagandaminister Joseph Goebbels bestimmt war. Auszüge daraus wurden in den 1990er Jahren an das ZDF verkauft.
Später kritisierte er den Nazi-Terror öffentlich und verlor daraufhin seine Stellung bei der UFA. Unter neuer Identität „Ludwig Carlsen“ finanzierte er jüdischen Fluchtwilligen die Auswanderung nach Prag, wohin er selbst mit seiner Ehefrau zog und dort als Produktionsleiter bei der Prag-Film beschäftigt wurde. Kurz darauf eröffnete er in Prag sein eigenes Ingenieurbüro und beschäftigte dort illegal tschechische Juden, die er ebenfalls verpflegte
Insgesamt konnte er, auch unter Mithilfe von Hans Albers, das Leben von mehreren hundert jüdischen Mitbürgern retten.
Nach Ende des Zweiten Weltkrieges gründete er seine eigene Filmproduktion in Berlin-Schlachtensee unter dem Namen „Globus Film“. Von dort aus arbeitete er gemeinsam mit seiner Ehefrau als Drehbuch- und Synchrondialogbuchautor.
Als seine Ehefrau verstarb, beschloss er, seine beruflichen Tätigkeiten zu beenden und seine Memoiren niederzuschreiben. Währenddessen verschlechterte sich sein Gesundheitszustand. Er wurde in die Klinik am Kurfürstendamm eingewiesen, wo er sein Lebenswerk „Das Kaleidoskop meines Lebens“ trotz seines Leidens beenden konnte.
Kurz darauf starb er an den Folgen eines Lungenemphysem und wurde neben seiner Ehefrau auf dem Friedhof Zehlendorf im Beisein seiner Angehörigen bestattet.

## Filmografie
- 1937: Der Clown (Kurzfilm)
- 1939: Wer küßt Madeleine?
- 1939: Alarm auf Station III
- 1940: Geburtstagsfilm Familie Goebbels
- 1942: Himmel, wir erben ein Schloß!
- 1943: Die Jungfern vom Bischofsberg[1]
- 1944: Sieben Briefe[2]
- 1944: Glück unterwegs (auch Drehbuch)[3]
- 1945: Shiva und die Galgenblume (unvollendet)